# FbC Plzeň
FbC Plzeň je plzeňský florbalový klub.
Tým mužů bude hrát od sezóny 2025/2026 Divizi, tedy čtvrtou nejvyšší mužskou florbalovou soutěž.
V jedné sezóně 2011/2012 a dvou sezónách 2022/2023 a 2023/2024 hrál tým druhou nejvyšší soutěž, 1. ligu. Největším úspěchem týmu je postup do play-off 1. ligy v sezóně 2022/2023.

## Tým mužů
| Sezóna    | Úroveň | Soutěž       | Umístění | Poznámka |
| --------- | ------ | ------------ | -------- | --- |
| 2010/2011 | 3      | 2. liga      |          | Prohra ve 2. kole play-up proti FBC Start98 – Dodatečný postup jako náhrada za tým SFK Kozel Počenice, který se do další sezóny nepřihlásil |
| 2011/2012 | 2      | 1. liga      | 10.      | Prohra v 2. kole play-down proti Sokol Erupting Dragons H. Brod – Sestup do nižší ligy                                                      |
| 2012/2013 | 3      | 2. liga      |          | Udržení v lize |
| 2013/2014 | 3      | 2. liga      |          | Postup ze druhého místa Divize I do nově vzniklé Národní ligy                                                                               |
| 2014/2015 | 3      | Národní liga |          | Vypadnutí v předkole play-off proti FBC Štíři Č. Budějovice                                                                                 |
| 2015/2016 | 3      | Národní liga |          | Vypadnutí ve čtvrtfinále play-off proti FB Hurrican Karlovy Vary                                                                            |
| 2016/2017 | 3      | Národní liga |          | Vypadnutí ve čtvrtfinále play-off proti TJ Sokol Mukařov                                                                                    |
| 2017/2018 | 3      | Národní liga |          | Výhra v play-down proti TJ Turnov |
| 2018/2019 | 3      | Národní liga |          | Výhra v play-down proti FBC DDM Kati Kadaň                                                                                                  |
| 2019/2020 | 3      | Národní liga |          | Sezóna ukončena po dvou prohraných zápasech ve čtvrtfinále play-off proti ASK Orka Čelákovice                                               |
| 2020/2021 | 3      | Národní liga |          | Sezóna ukončena po neúplných pěti odehraných kolech základní části                                                                          |
| 2021/2022 | 3      | Národní liga |          | Prohra ve finále play-off proti Butchis – Výhra v baráži proti Z.F.K. AQM Petrovice – Postup do vyšší ligy                                  |
| 2022/2023 | 2      | 1. liga      | 9.       | Vypadnutí v osmifinále play-off proti Kanonýři Kladno                                                                                       |
| 2023/2024 | 2      | 1. liga      | 14.      | Prohra v play-down proti FAT PIPE Start98 – Sestup do nižší ligy                                                                            |
| 2024/2025 | 3      | Národní liga |          | Prohra v play-down proti T.B.C. Králův Dvůr – Sestup do nižší ligy                                                                          |